# Борковский, Лешек
Лешек Борковский (пол. Leszek Borkowski; 27 июня 1952, Лодзь, Лодзинское воеводство — 6 ноября 2017, Лодзь) — польский боксёр. Участник летних Олимпийских игр 1976 года.

## Биография
Лешек Борковский родился 27 июня 1952 года в польском городе Лодзь.
В 1976 году окончил Лодзинское пищетехническое училище по специальности техника-технолога пищевой промышленности.
В 1967—1981 годах выступал в соревнованиях по боксу за «Гвардию» из Лодзи. Тренировался под началом Влодзимежа Томашевского и Юзефа Писарского. Пять раз становился чемпионом Польши: один раз в весовой категории до 51 кг (1974), четырежды — в весе до 54 кг (1975, 1977—1979). Кроме того, завоевал две серебряных (до 51 кг — 1973, до 54 кг — 1976) и две бронзовых (до 54 кг — 1980—1981) медали.
Выиграл ряд международных турниров: «Чёрные бриллианты» (1973), «Золотая лодка» (1974, 1979), «Щецинский гриф» (1976), «Вроцлавский лавр» (1976).
В 1974 году участвовал в первом чемпионате мира в Гаване. В весе до 51 кг в 1/8 финала победил по очкам Кэндзи Вакасу из Японии, в четвертьфинале уступил по очкам будущему чемпиону Дугласу Родригесу с Кубы.
В 1976 году вошёл в состав сборной Польши на летних Олимпийских играх в Монреале. В весе до 54 кг в 1/16 финала проиграл решением судей Пэту Кауделлу из Великобритании.
Провёл за карьеру 240 боёв.
После окончания выступлений в 1983—1989 годах работал тренером в лодзинской «Гвардии» и озоркувской «Бзуре».
Умер 6 ноября 2017 года в Лодзи. Похоронен на кладбище Долы в Лодзи.

## Семья
Отец — Юзеф Борковский, мать — Станислава Борковская (до замужества — Глозак).
Был женат на Ядвиге Ковальчик. Поженились 17 ноября 1979 года. Вырастили двух дочерей — Дороту (род. 1980) и Эвелину (род. 1986).